# Dianella ensifolia
Dianella ensifolia es una especie de planta herbácea perteneciente a la familia Xanthorrhoeaceae, en la subfamilia Hemerocallidoideae, que se encuentra en Asia.

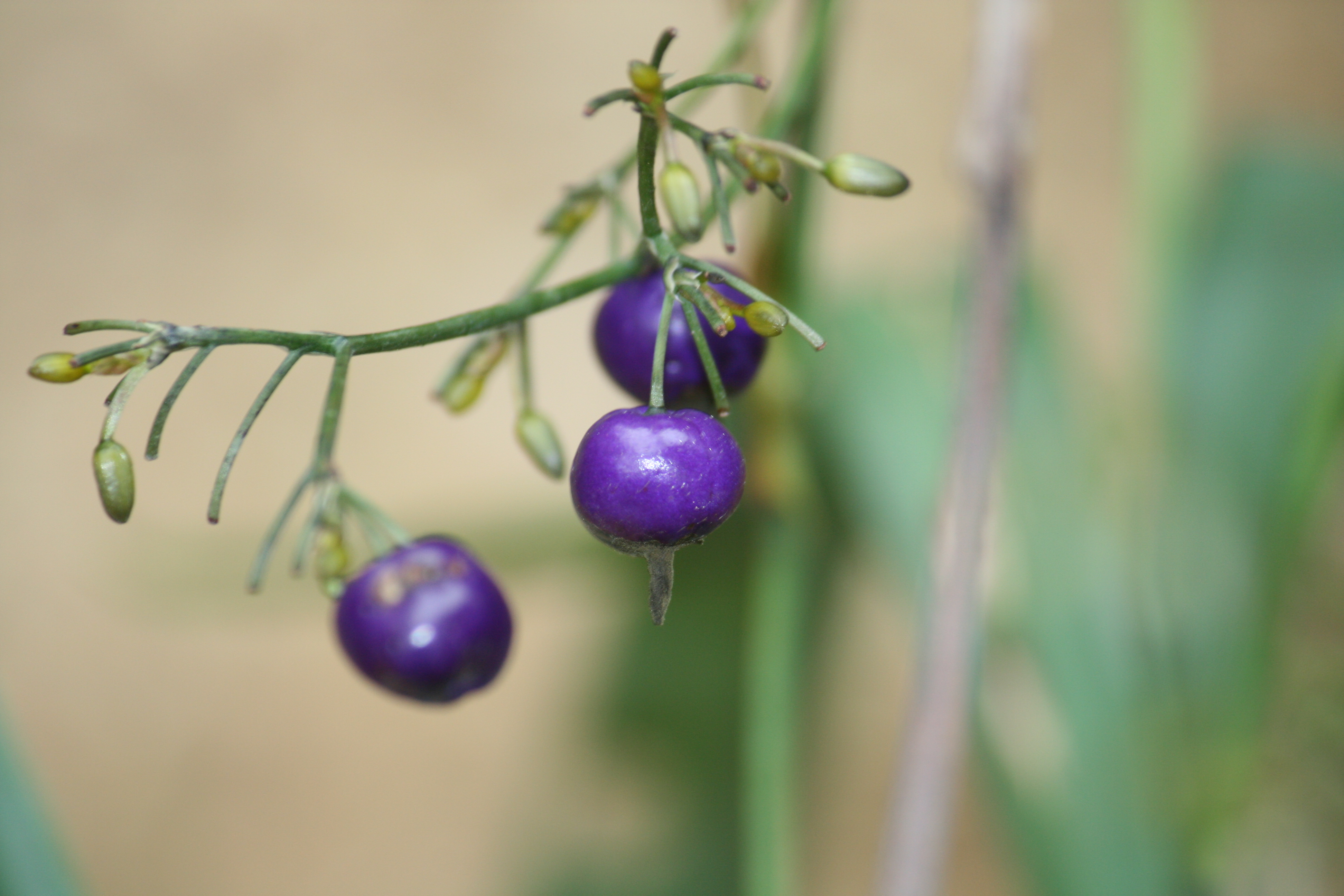
Frutos.

## Descripción
Es una planta herbácea perennifolia con rizoma rastrero, de 5-8 mm de espesor. Las hojas alargadas en forma de espada (que disminuye gradualmente en ambos extremos) tienen un tamaño de 30 a 80 cm de largo × 1 a 2,5 cm de ancho; son coriáceas, con nervio central abaxial, con el margen generalmente escabroso, y el ápice obtuso. El escapo es de 1 a 2 m de altura. Los tépalos son de color blanco, blanco verdoso, amarillento o púrpura azulado. Los estambres son más cortos que los tépalos. El fruto es en forma de bayas de color azul profundo, subglobosas, de 6 mm de diámetro. 

## Distribución y hábitat
Se encuentra en los bosques, en las laderas cubiertas de hierbas, desde el nivel del mar hasta cerca de 1700 m s. n. m. (metros sobre el nivel del mar), en Fujian, Cantón, Guangxi, Guizhou, Hainan, Jiangxi, Sichuan, Taiwán, Bangladés, Yunnan, Bután, Camboya, India, Indonesia, Japón, Laos, Malasia, Birmania, Nepal, Filipinas, Sri Lanka, Tailandia, Vietnam, África (Madagascar), Australia e islas del Pacífico].

## Taxonomía
Dianella ensifolia fue descrita por (Linneo) DC. y publicado en Les Liliacees...a Paris 1(1): pl. 1, en el año 1802.
Citología
Tiene un número de cromosomas de: 2 n = 32.
Sinonimia
- Anexo:Sinónimos de Dianella ensifolia[4]